# Julius von Kleinschmit (General, 1825)
Heinrich Ludwig Julius Kleinschmit, seit 1901 von Kleinschmit (* 14. Mai 1825 in Korbach; † 26. April 1902 in Wiesbaden) war ein preußischer Generalmajor.

## Leben

### Herkunft
Die Vorfahren des späteren Generals waren vor allem Pfarrer und waldecksche Beamte. Seine Eltern waren der Hofgerichtsrat und Justizrat Friedrich Karl Kleinschmit (1778–1864) und dessen zweite Ehefrau Sophie, geborene Kiel (1798–1873). Der Politiker Gustav Kleinschmit Freiherr von Lengefeld (1811–1879) war sein Stiefbruder, Reinhard Kleinschmit (1820–1863) sein Bruder.

### Werdegang
Nach dem Besuch des Gymnasiums in Korbach sowie seiner Kadettenzeit an der Militärschule in Wiesbaden trat Kleinschmit am 1. August 1845 als Unteroffizier in das 1. Infanterie-Regiment der Nassauischen Armee ein. Er avancierte Mitte Dezember 1845 zum Unterleutnant, trat Anfang Mai 1846 zur Artillerie-Abteilung über und wurde am 7. August 1848 zum Oberleutnant befördert. Als solcher nahm er 1848 am Feldzug gegen Dänemark und an der Niederschlagung der Badischen Revolution teil.
Von 1856 bis 1858 war Kleinschmit Direktor der Zeughauswerkstatt in Wiesbaden sowie von 1856 bis 1859 Lehrer für Mathematik und Waffenlehre an der Militärschule. In dieser Zeit wurde er am 27. Mai 1858 mit Patent vom 27. März 1858 zum Hauptmann befördert. Als Führer der Salutbatterie während eines Besuches der Königin Elisabeth in Oberlahnstein wurde er mit dem Roten Adlerorden IV. Klasse ausgezeichnet. Während des Deutschen Krieges von 1866 kämpfte er gegen die Preußen. Nach der Niederlage wurde das Herzogtum annektiert und die Armee in die preußische Armee integriert. Kleinschmit wurde bereits am 23. Oktober 1866 in die preußische Armee übernommen und am 20. November 1866 als Kompaniechef in der 7. Artillerie-Brigade angestellt. Am 4. April 1867 wurde er zum Major befördert und als Kommandeur der II. Abteilung in das Magdeburgischen Festungs-Artillerie-Regiment Nr. 4 versetzt. In dieser Eigenschaft nahm Kleinschmit während des Krieges gegen Frankreich an den Belagerungen von Straßburg und Paris teil und erhielt das Eiserne Kreuz II. Klasse.
Nach dem Friedensschluss war er kurzzeitig Kommandeur der Ersatz-Abteilung und wurde am 24. Juni 1871 zum Kommandeur der III. Fuß-Abteilung im Magdeburgischen Feldartillerie-Regiment Nr. 4 ernannt. Kleinschmit stieg Ende Juni 1872 zum Oberstleutnant auf, wurde am 26. Oktober 1872 mit der Führung des Westpreußischen Feldartillerie-Regiments Nr. 16 beauftragt und am 19. September 1874 zum Oberst befördert. Er erhielt am 11. Februar 1877 den Roten Adlerorden III. Klasse mit Schleife und wurde am 13. November 1877 mit Pension und der Berechtigung zum Tragen der Regimentsuniform zur Disposition gestellt.
Nach seiner Verabschiedung erhielt Kleinschmit am 10. September 1897 den Charakter als Generalmajor und am 18. Januar 1901 erhob ihn König Wilhelm II. in den erblichen preußischen Adelsstand.

### Familie
Kleinschmit heiratete am 19. April 1854 in Wiesbaden die Susanne Freiin von Malapert genannt Neufville (1836–1905), eine Tochter des Adolph von Malapert-Neufville. Das Paar hatte mehrere Kinder:
- Wilhelm (1855–1906), preußischer Major
- Paul (1858–1941), preußischer Generalleutnant ⚭ 1884 Margarete Stavenhagen (1862–1921)
- Julius (1862–1942), preußischer Generalleutnant ⚭ 1889 Adele Lindgens (1867–1949)
- Susanne (1863–1885)